# Edward Kurek
Edward Wojciech Kurek, w latach 1912–1947 Eryk Wojciech Kurek (ur. 23 kwietnia 1912 w Katowicach, zm. 3 stycznia 1961 tamże) – polski piłkarz.
Kurek był wychowankiem 06 Załęża, w którym występował do 1931 roku. W sezonie 1932 trafił do Ruchy Chorzów, dla którego grał przez trzy lata i zdobył w tym czasie dwukrotnie mistrzostwo Polski (1933, 1934). W latach 1938–1939 był zawodnikiem Klubu Sportowego Chełmek. Dodatkowo uprawiał piłkę ręczną w Pogoni Katowice, z którą dwukrotnie zdobył mistrzostwo kraju (1934, 1935). Po II wojnie światowej grał przez rok w Baildonie Katowice.  